# George Waring
George Waring (20 de febrero de 1925 – 15 de febrero de 2010) fue un actor de televisión británico de 1962 a 2000. Es conocido principalmente por aparecer en la serie Coronation Street como Arnold Swain, el marido bígamo de Emily Bishop en 1980. A principios de los 70, apareció en Crown Court, una de las series dramáticas más longevas del Reino Unido y en episodios de Doctor Who en 1967. También apareció de forma ocasional en películas de cine. 
Estudió en el Ducie High School, Manchester y se unió a la Royal Air Force a la edad de 18 años. Después de actuar con una compañía de repertorio de servicio en Europa, tuvo varios trabajos, trabajó en teatros de repertorio en Inglaterra y apareció en el teatro del West End.West End]] obras que incluyen Alfie en 1963.